# Krakovány
Krakovány (szlovákul Krakovany) község Szlovákiában, a Nagyszombati kerületben, a Pöstyéni járásban.

## Fekvése
Pöstyéntől 6 km-re nyugatra fekszik, Vágőr tartozik hozzá.

## Története
A régészeti leletek tanúsága szerint területe a kőkorszak óta lakott. Legrégibb feltárt emlékei a Vágőr területén talált 2 millió éves mamutcsontok. Az első emberi település nyomai az i. e. 5000 körüli időből kerültek elő, ezt követően mind a bronzkorban, mind a vaskorban lakott volt. Az i. e. 1. századból kerámiatöredékek kerültek elő. Vágőr területén a késő római korból származó gazdag kvád fejedelmi sírt tártak fel értékes arany és ezüst mellékletekkel.
Krakoványt 1113-ban "Craco" néven a zobori apátság oklevelében említik először. Vágőr ugyanitt "Villa Spectaculi" alakban szerepel.
Krakovány előbb Bán várának tartozéka, majd a zobori apátságé, melytől a nyitrai püspökségre szállt. Temploma nagyon régi volt, valószínűleg már a 11. században létezett, a 18. században pusztult el. Vágőr régi temploma ma is áll. A falu hosszú ideig az Apponyi család birtoka volt, ahol vámot is szedtek a Vágújhelyre igyekvő vásárosoktól. 1405-ben elfoglalták a morva grófok, de a következő évben a Stíbor vajda vezette magyar sereg visszafoglalta. 1531-ben és 1600-ban mindkét települést megtámadta és felégette a török. Lakói mezőgazdaságból, dohánytermesztésből, valamint sör és pálinkafőzésből éltek.
Vályi András szerint "KRAKOVÁN. Tót falu Nyitra Várm. földes Ura a’ Nyitrai Püspökség, lakosai katolikusok, fekszik Pöstényhez mintegy fél mértföldnyire, földgye, és réttye jó, szőleje termékeny, malma helyben, piatzozása Vág Újhelyen, és Verbón, sok káposztát szoktak termeszteni." 
Fényes Elek szerint "Krakován, Nyitra m. tót falu, Pőstyéntől nyugotra egy órányira: 695 kath., 11 zsidó lak. Kath. paroch. templommal. Határa termékeny; terem buzát, rozsot, árpát, kukoriczát, makkot, s a t. F. u. a nyitrai püspök s feje egy uradalomnak. Ut. p. Galgócz."
A trianoni békeszerződésig Nyitra vármegye Vágújhelyi járásához tartozott. 1944. január 1-jén Vágőr községet Krakoványhoz csatolták.

## Népessége
| Év:            | 1994. | 2004.   | 2014.   | 2024.   |
| -------------- | ----- | ------- | ------- | ------- |
| Emberek száma: | 1351  | 1343    | 1447    | 1444    |
| Eltérés:       |       | -0,59 % | +7,74 % | -0,20 % |

| Év:            | 2023. | 2024.   |
| -------------- | ----- | ------- |
| Emberek száma: | 1446  | 1444    |
| Eltérés:       |       | -0,13 % |

1910-ben 910, túlnyomórészt szlovák anyanyelvű lakosa volt. Vágőrnek 637, többségben szlovák anyanyelvű lakosa volt, jelentős magyar kisebbséggel.
2001-ben 1311 lakosából 1292 szlovák volt.
2011-ben 1403 lakosából 1353 szlovák volt.
2021-ben 1467 lakosából (+1) ruszin, 1420 (+1) szlovák, 8 egyéb és 39 ismeretlen nemzetiségű volt.

## Neves személyek
- Itt született 1930-ban Vincent Sedlák szlovák történész, középkorkutató, egyetemi előadó, a Matica Slovenská tagja.
- Itt szolgált Rissák András (1789-1876) római katolikus plébános.
- Itt szolgált Pavol Macháček (1887-1969) szlovák plébános, csehszlovák politikus, parlamenti képviselő, a második világháború alatt emigráns ellenálló.

## Nevezetességei

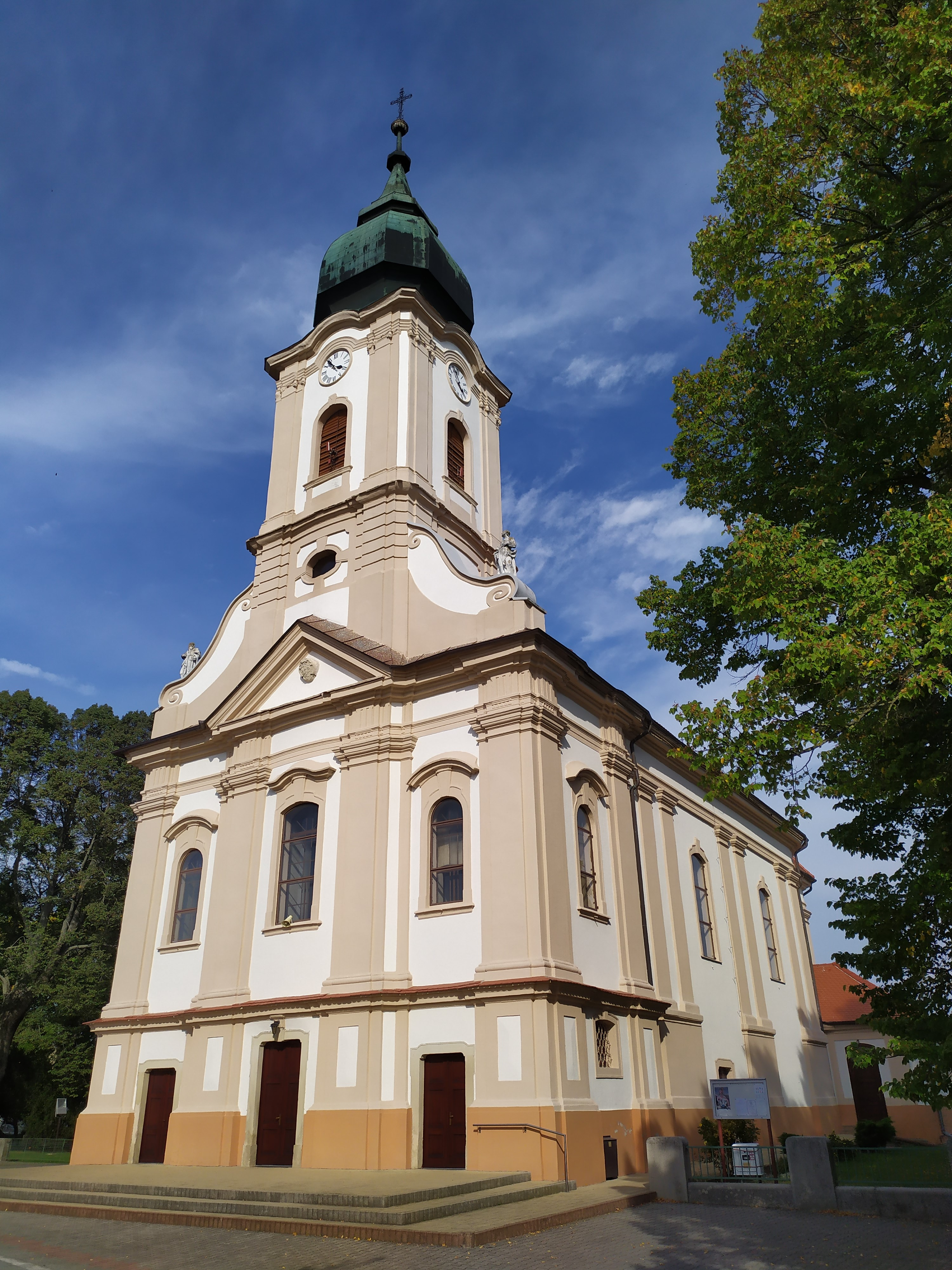
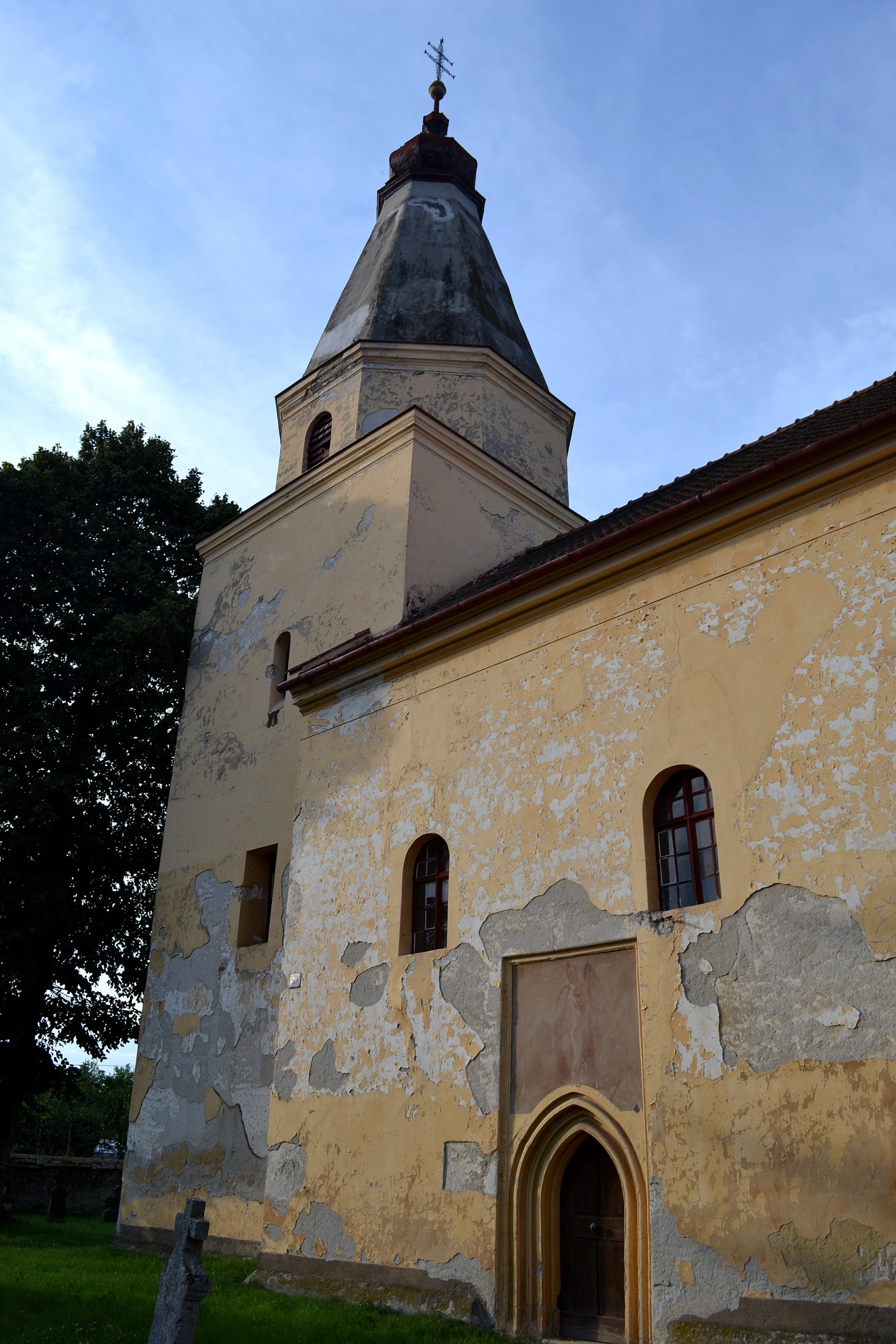
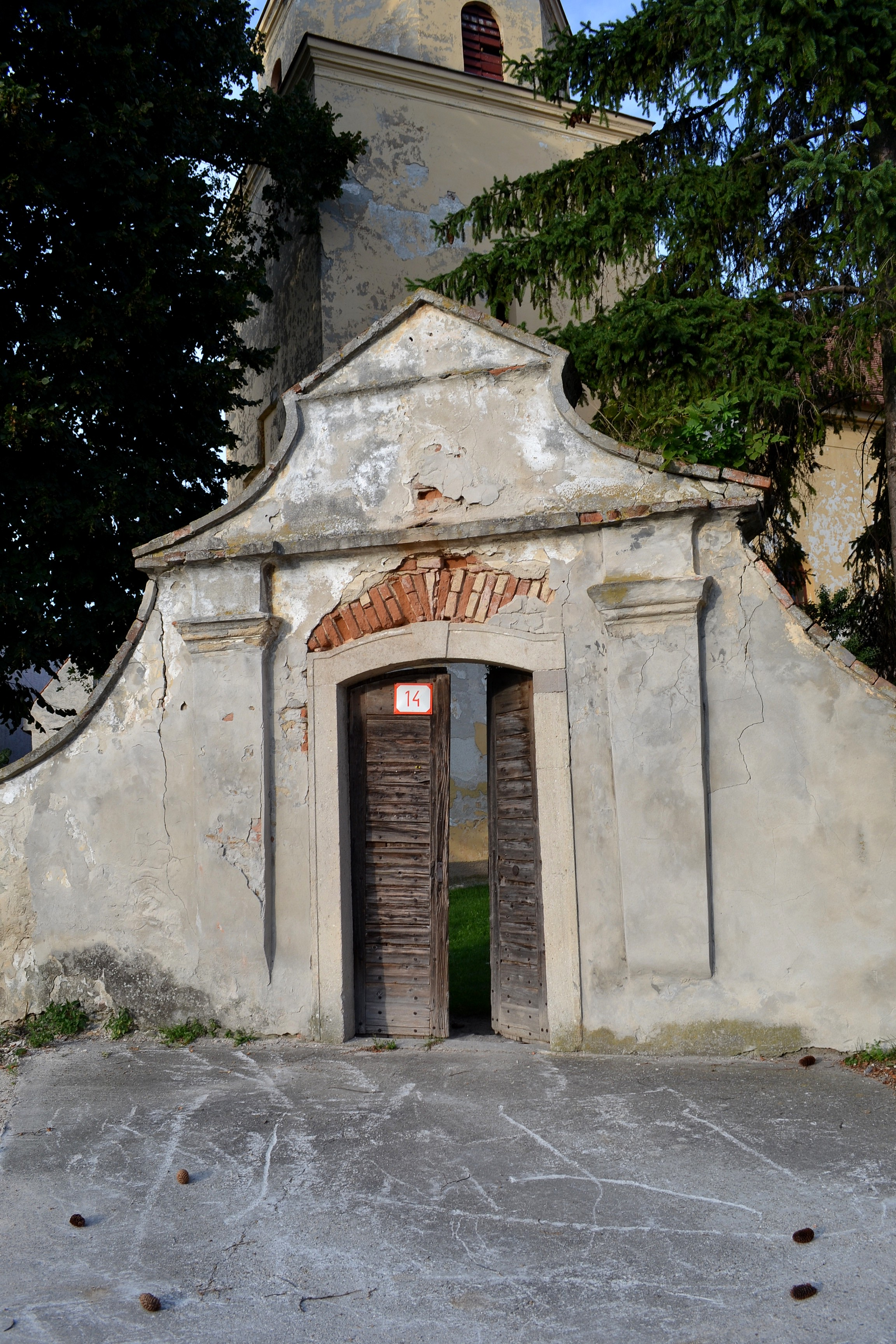
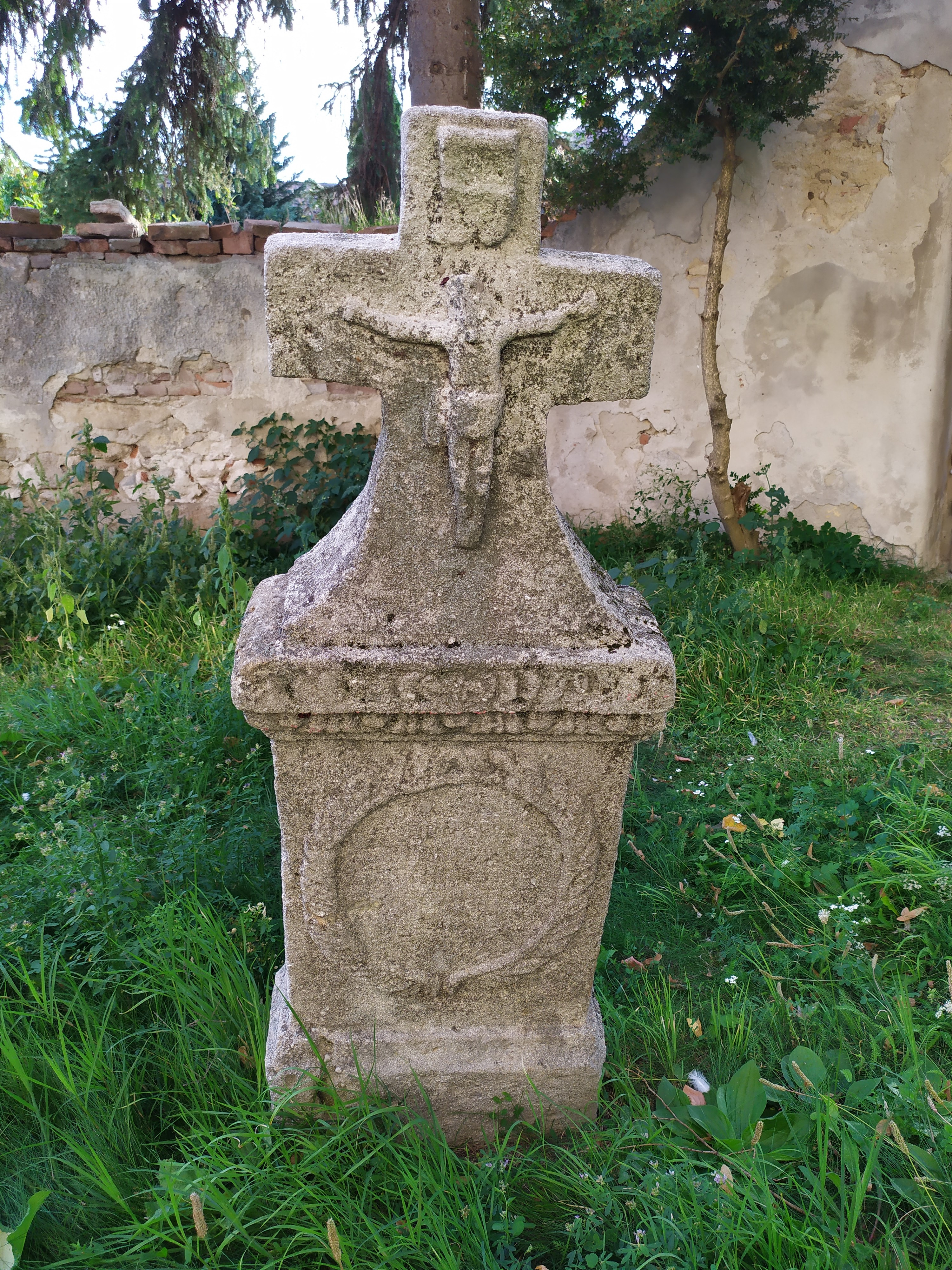
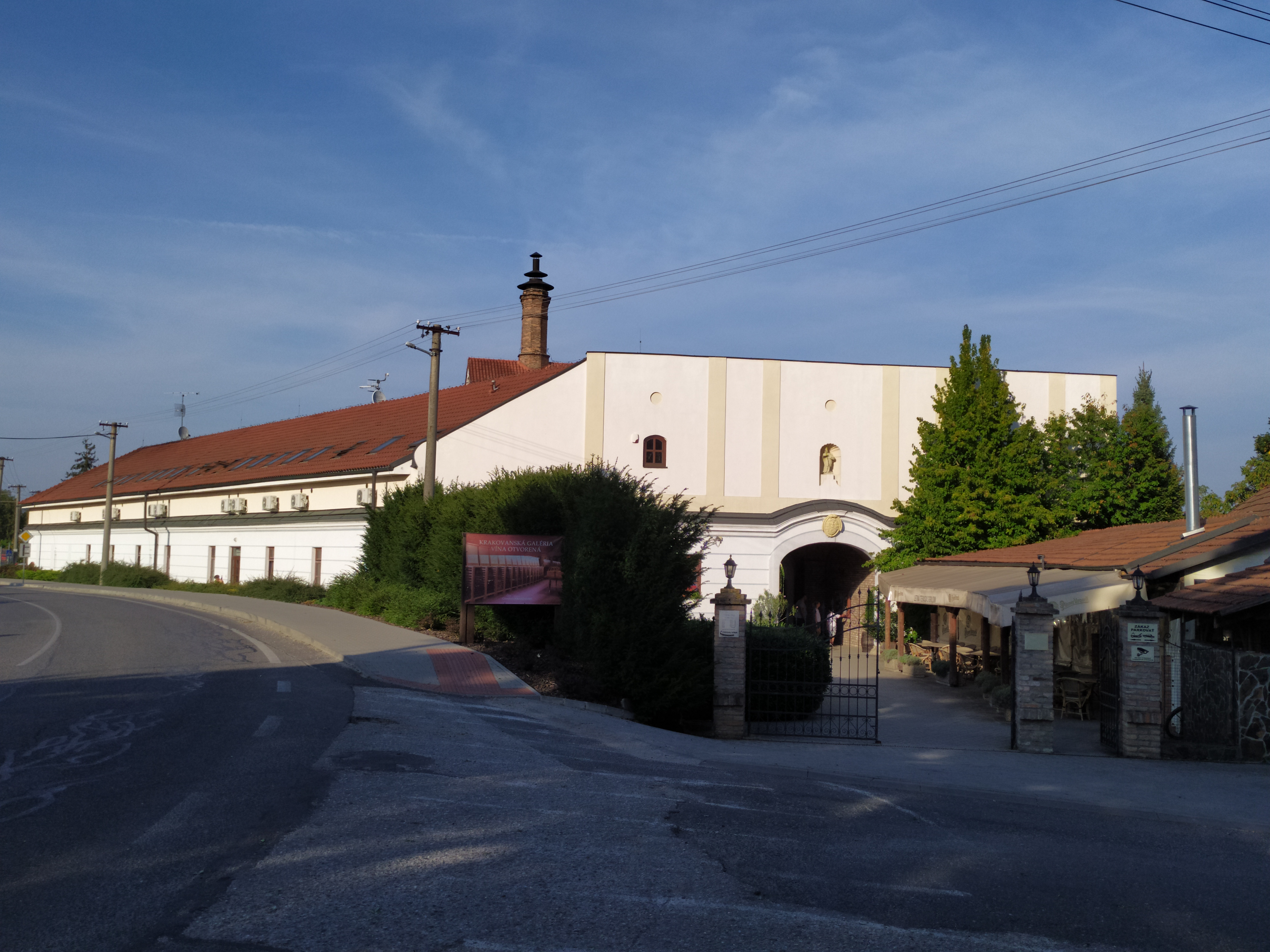
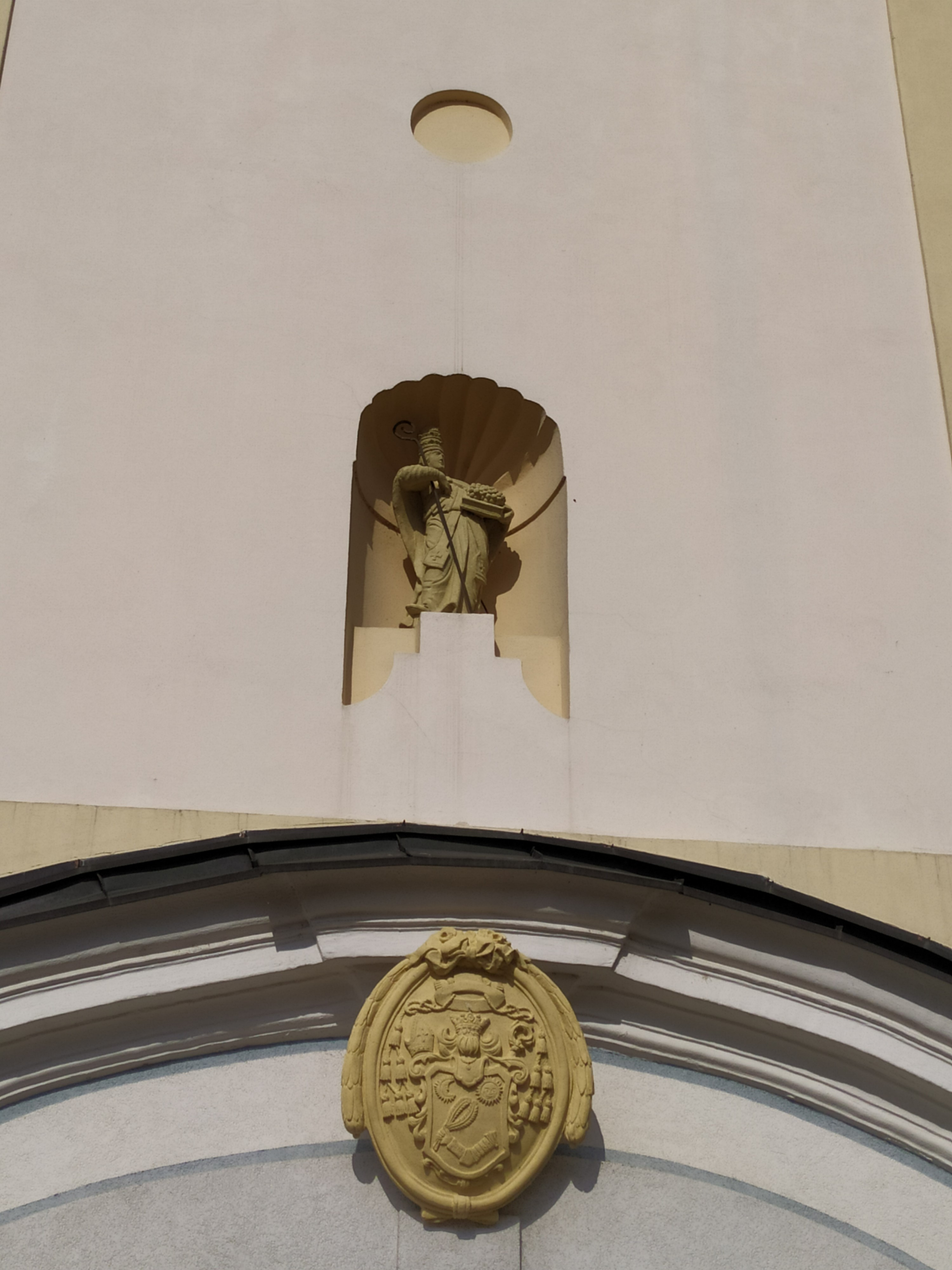
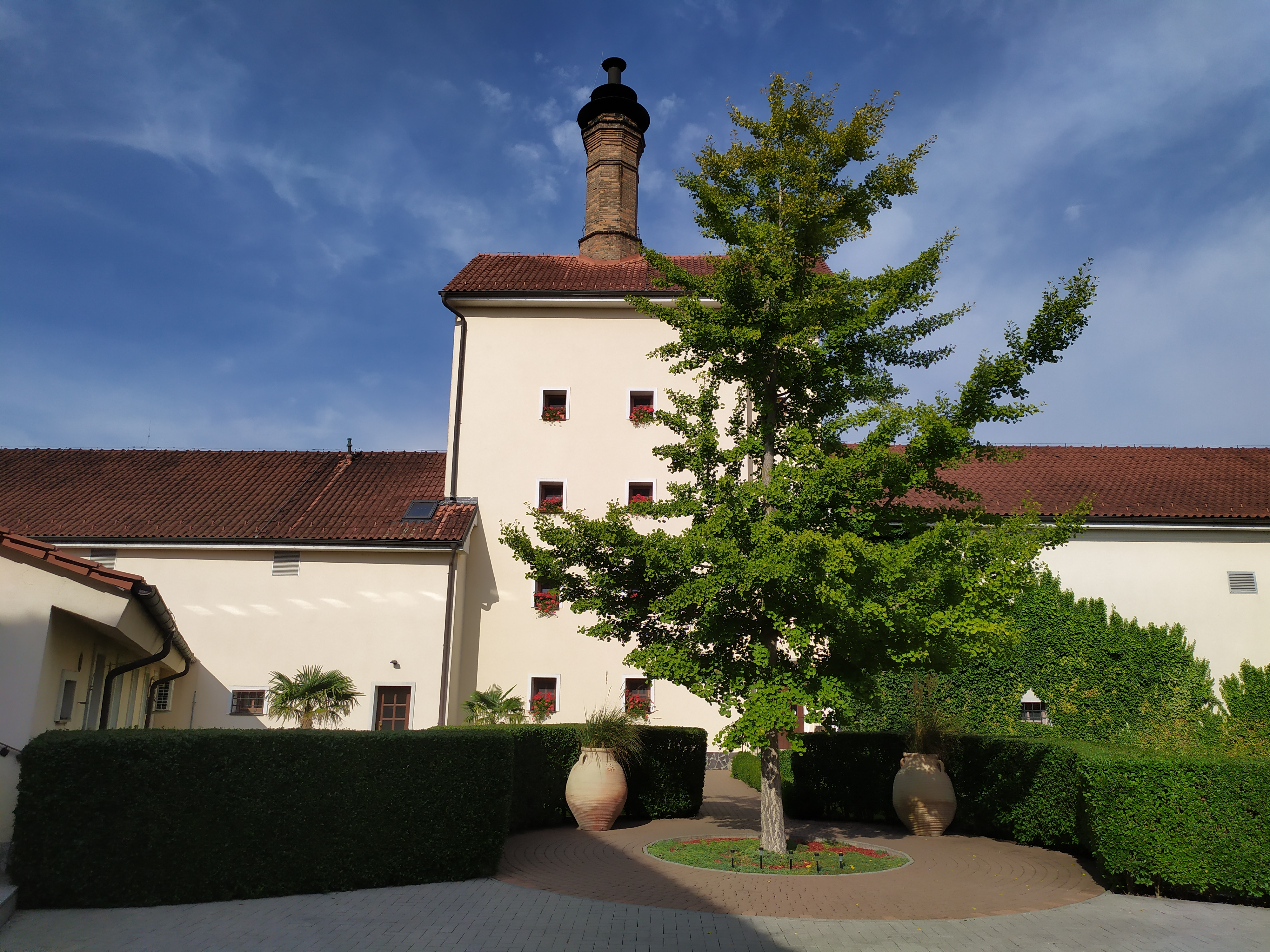
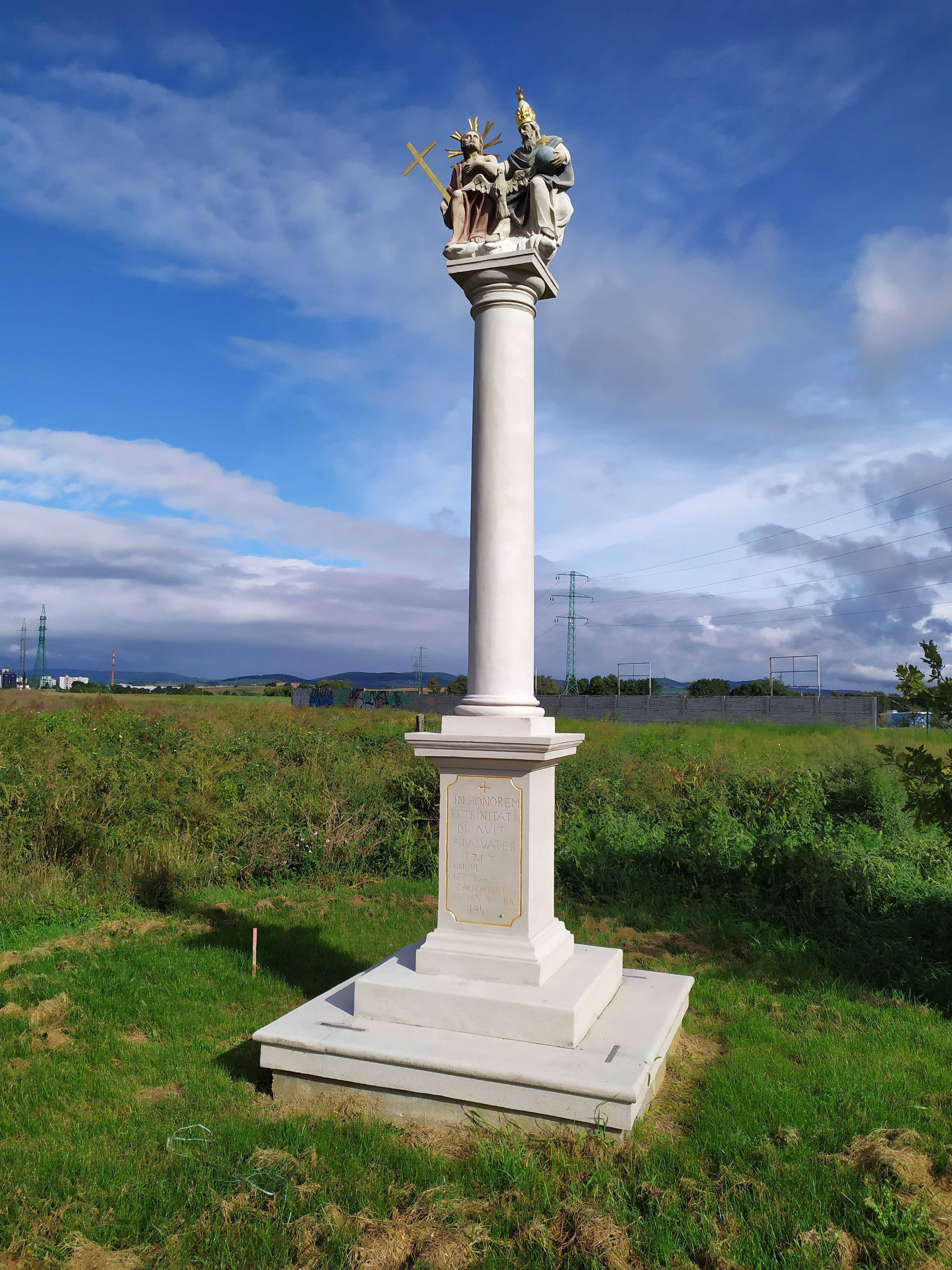
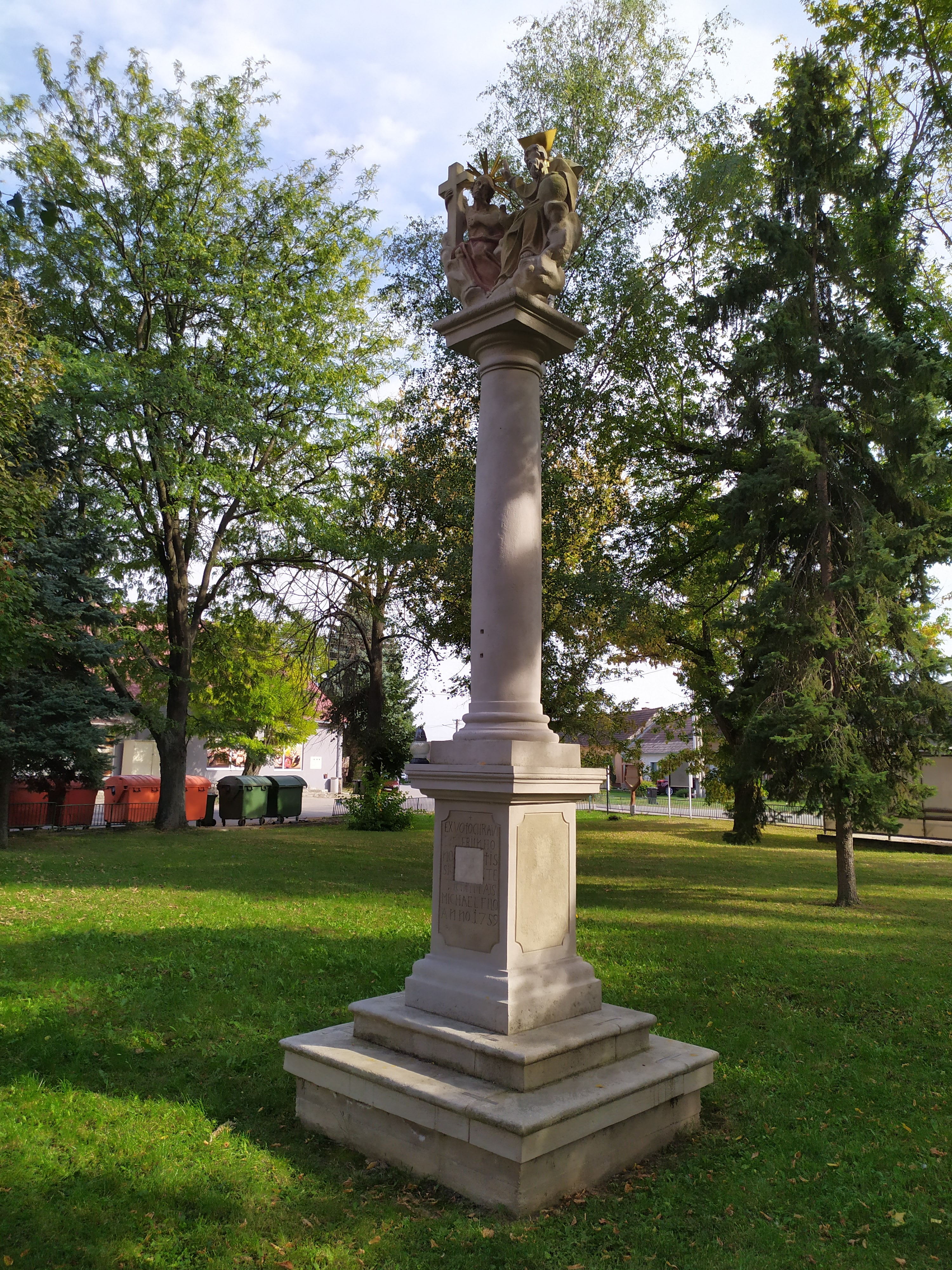
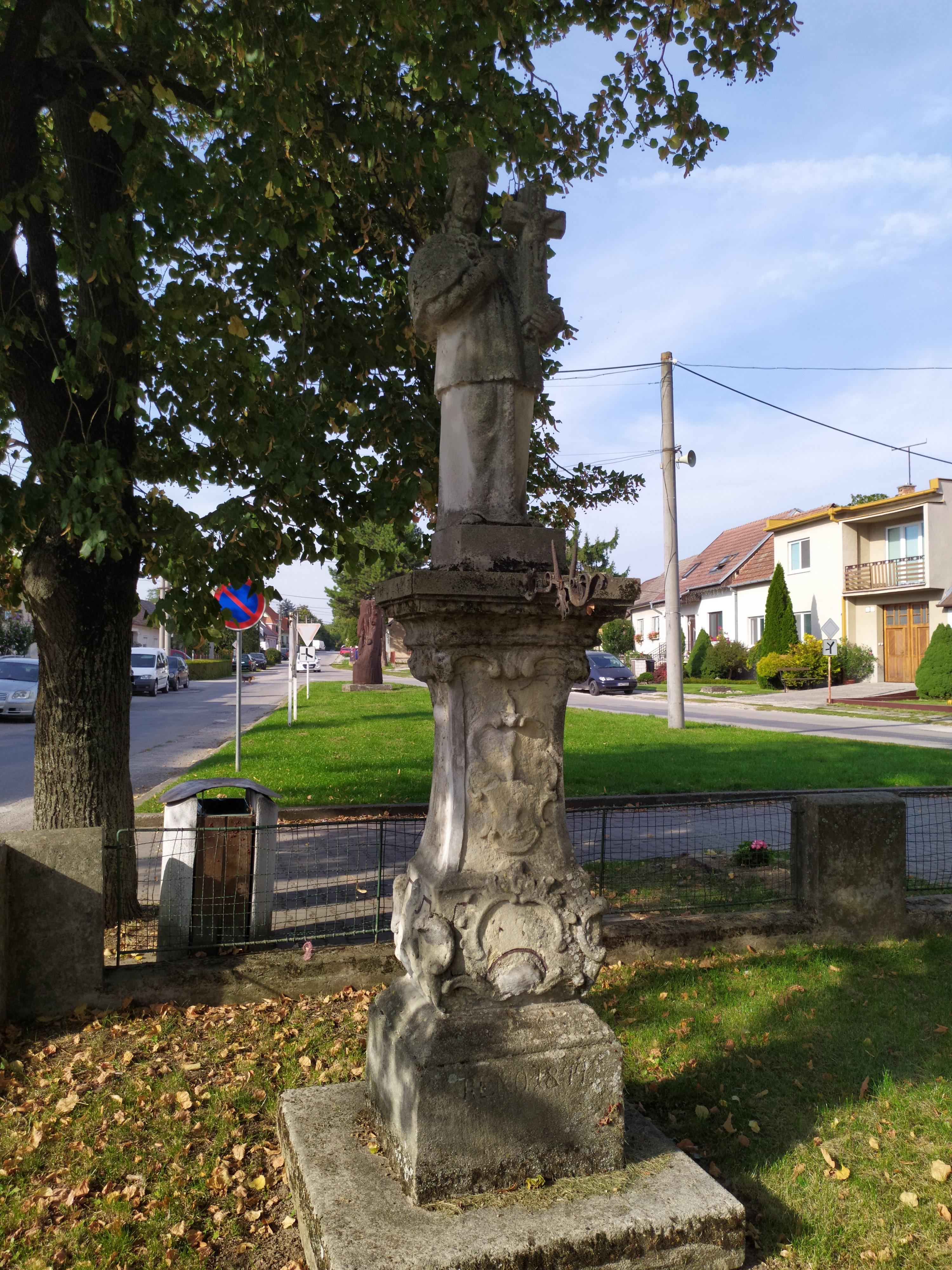
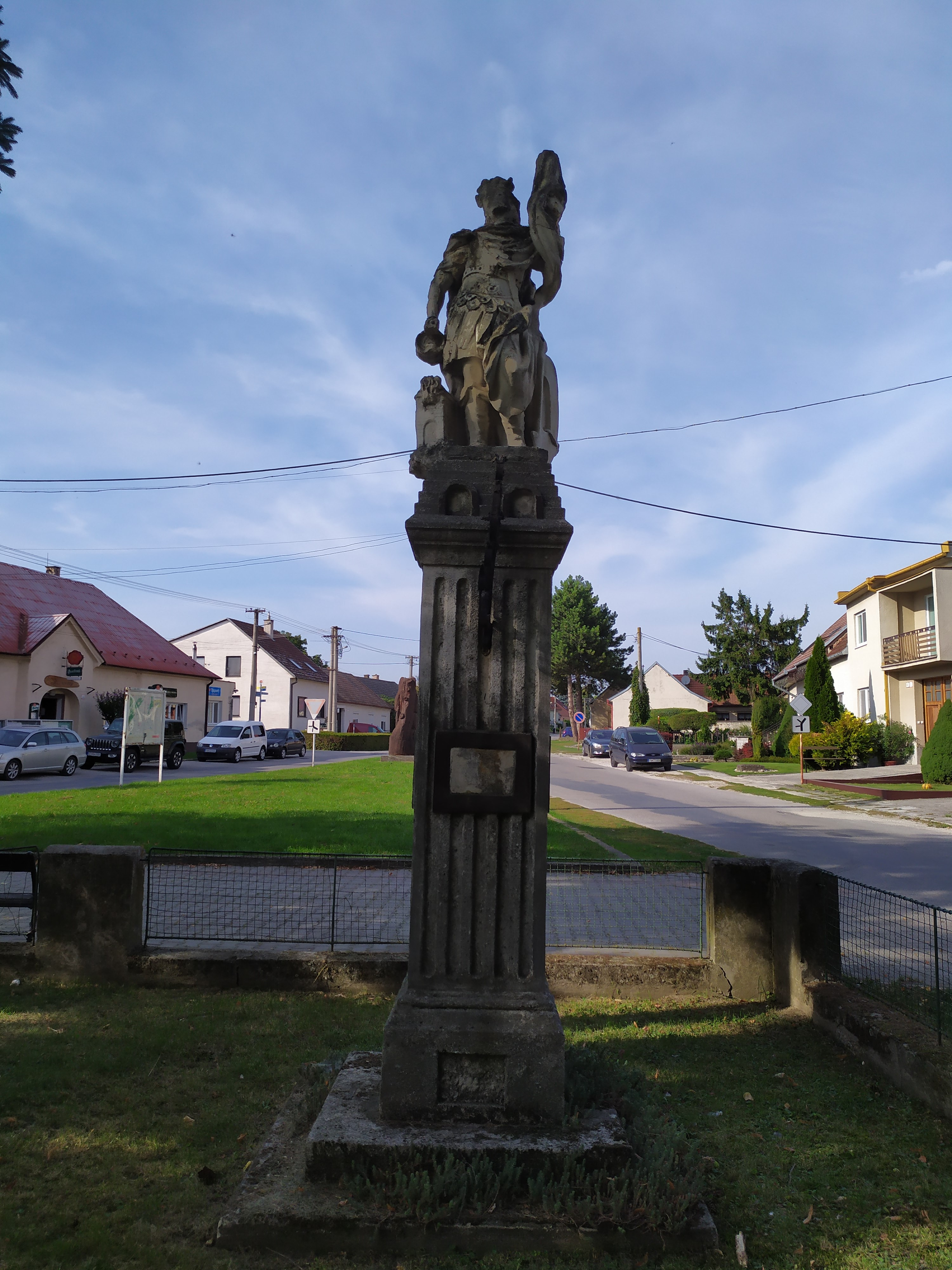

- Krakovány Szent Miklós tiszteletére szentelt római katolikus temploma a lebontott középkori templom helyén épült a 18. században.
- Vágőr Szent Gál tiszteletére szentelt római katolikus temploma a 14. században épült gótikus stílusban.
- Vágőr vízimalma.
- Régi nemesi kúria Vágőrön.
- Mária-oszlopok mindkét településen.
- Szentháromság-oszlop.
- Nepomuki Szent János szobor.

## Külső hivatkozások
- Hivatalos oldal
- Községinfó
- Krakovány Szlovákia térképén
- Tourist-channel.sk
- E-obce.sk Archiválva 2011. május 17-i dátummal a Wayback Machine-ben